# Dsjarschynsk
Dsjarschynsk bzw. Dserschinsk (belarussisch Дзяржынск Dsjarschynsk; russisch Дзержинск Dserschinsk; bis 1932 belarussisch Койданаў Kojdanaw; russisch Койданово Kojdanowo; polnisch Kojdanów) ist eine belarussische Stadt im Rajon Dsjarschynsk in der Minskaja Woblasz, 40 km westlich der belarussischen Hauptstadt Minsk, mit 25.164 Einwohnern (Stand 31. Dezember 2009). Sie ist benannt nach dem sowjetischen Revolutionär Felix Dserschinski.

## Geografie
Bei Dsjarschinsk befinden sich die Dsjarschynskaja Hara mit der höchsten Erhebung des Landes (345 m).

## Wappen
Beschreibung: In Blau schragenweise ein naturfarbener Eichenzweig und ein naturfarbener Olivenzweig gelegt.

## Geschichte
Vor dem Zweiten Weltkrieg war Dsjarschynsk eine der westlichsten Städte der damaligen Sowjetunion. Hier lebte eine polnische Minderheit, für die ein autonomer Bezirk eingerichtet worden war. Während der Stalinistischen Säuberungen wurden fast alle männlichen Angehörigen und auch viele Frauen dieser Volksgruppe ermordet, während ein kleiner Rest der Einwohnerschaft deportiert wurde.
Wenige Tage nach Beginn des Überfalls auf die Sowjetunion im Rahmen des Deutsch-Sowjetischen Kriegs wurde die Stadt am 28. Juni 1941 durch die Wehrmacht besetzt. Die Besetzung dauerte bis zum 7. Juli 1944. Direkt nach der Besetzung wurde ein örtliches Ghetto eingerichtet, in dem sämtliche jüdische Bewohner der Stadt als auch des Umlandes zusammengetrieben wurden. Am 21. Oktober 1941 wurde das Ghetto aufgelöst und sämtliche rund 2.000 Häftlinge ermordet und die Stadt danach als „judenfrei“ bezeichnet. Am Ort der Erschießung steht seit 1949 ein Denkmal für die Ermordeten.

## Galerie

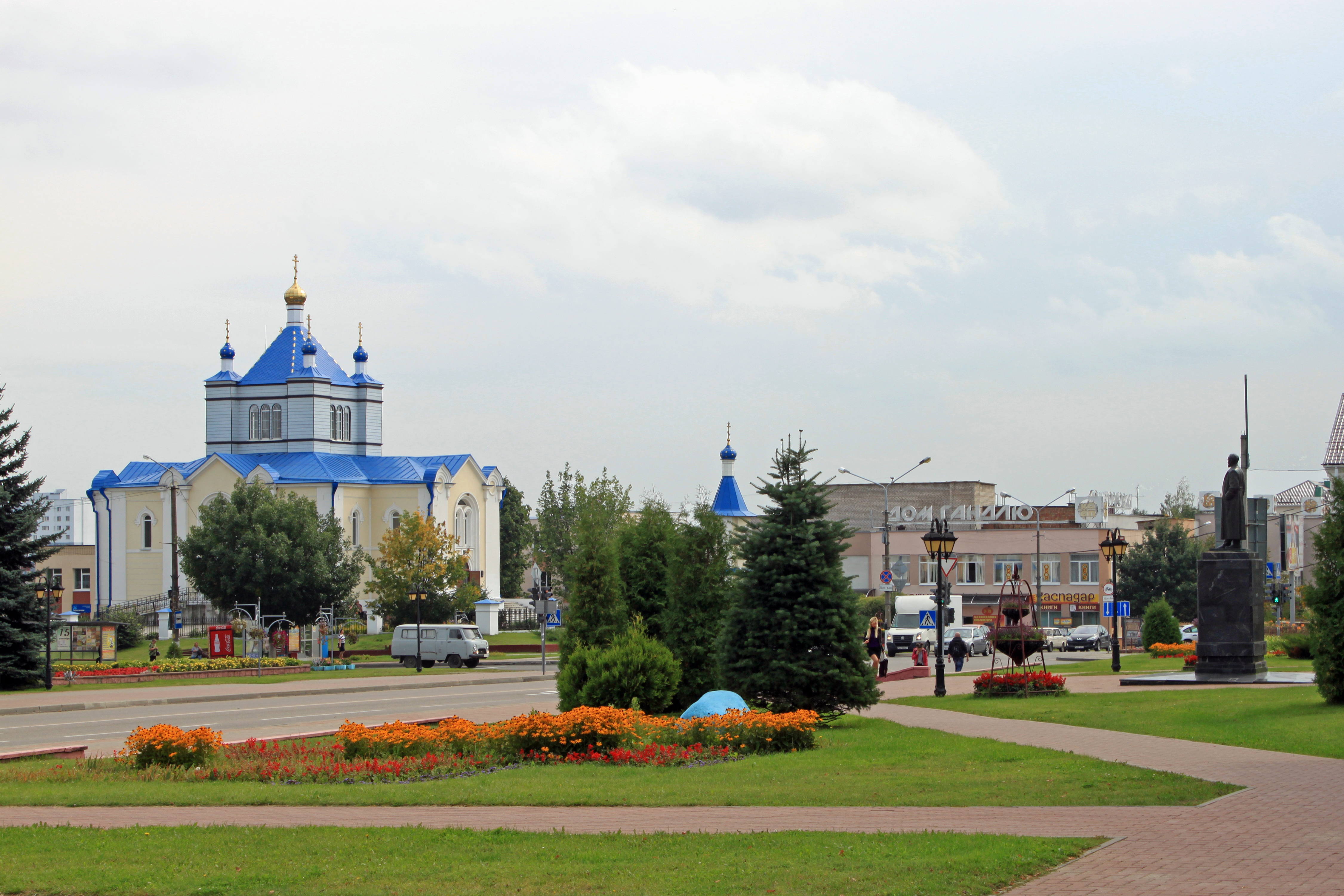
Stadtzentrum
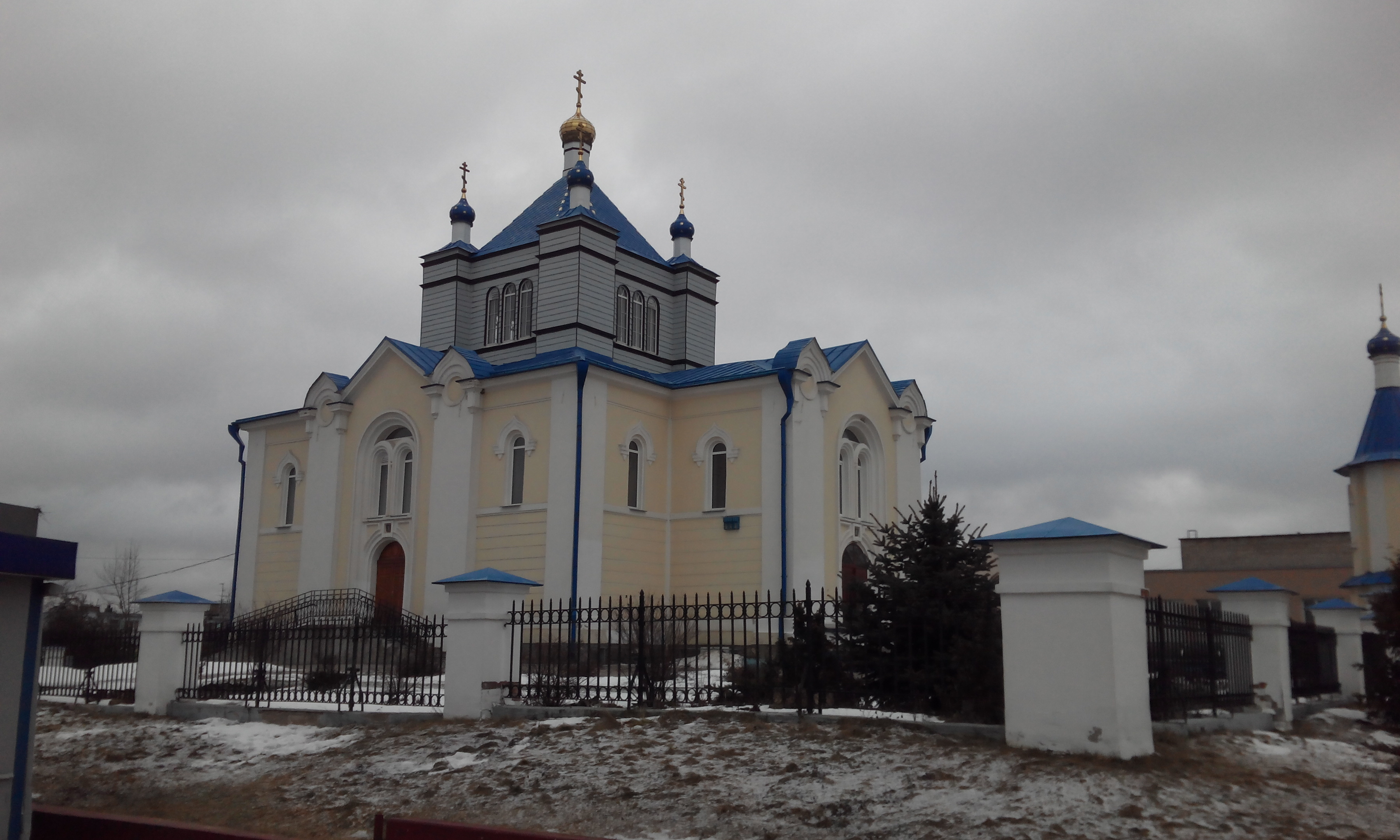
Orthodoxe Kirche
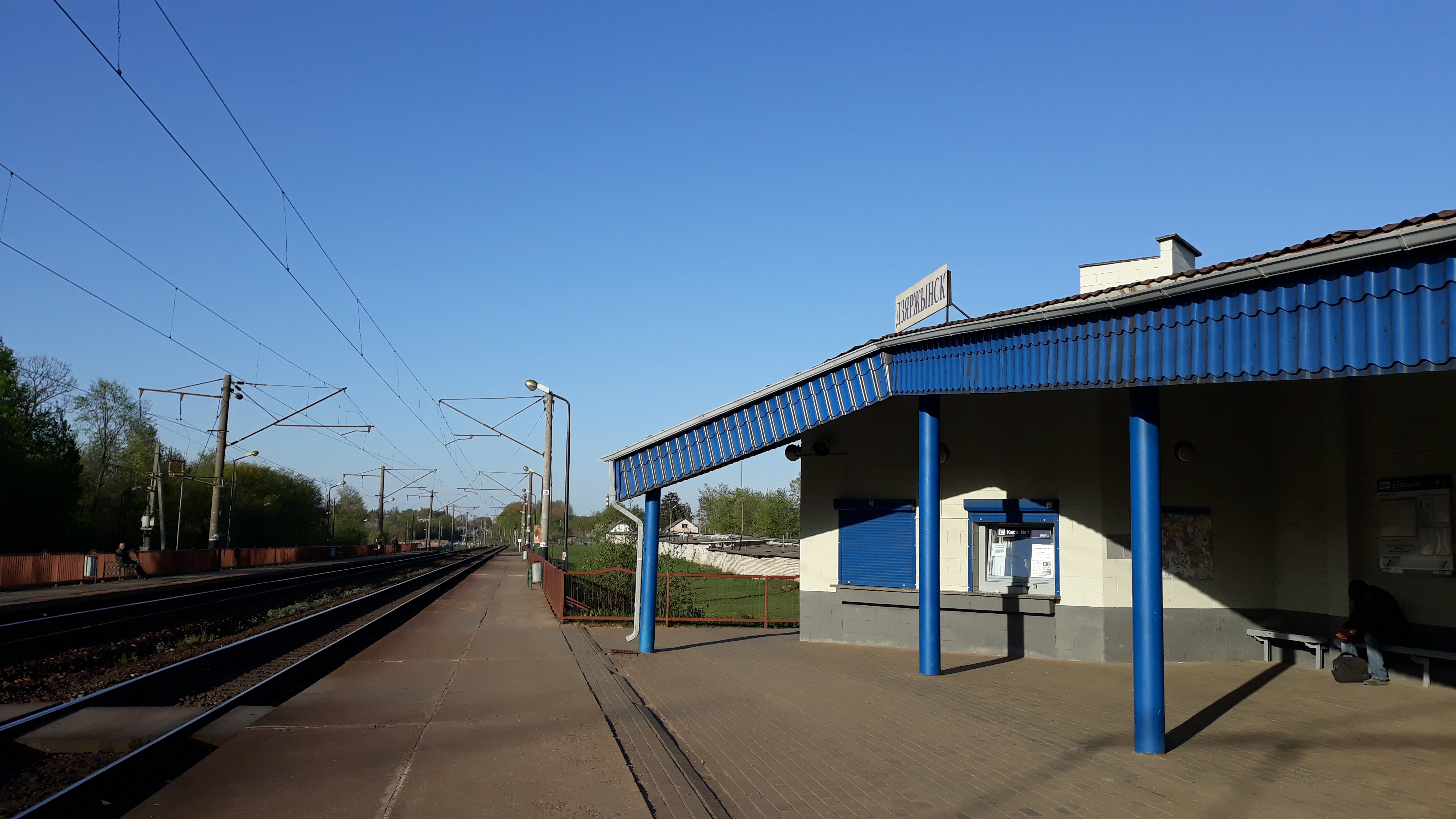
Bahnhof
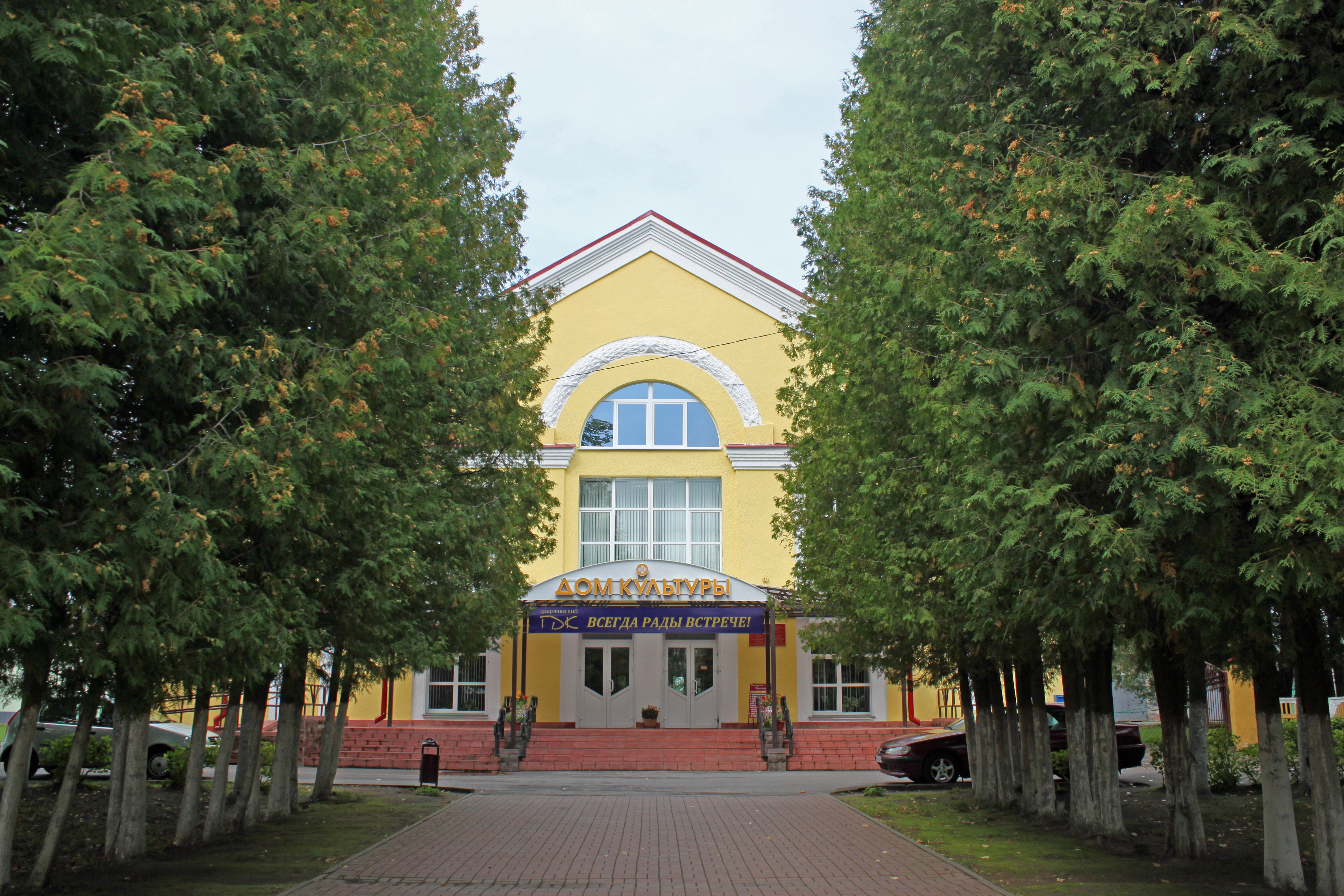
Kulturhaus
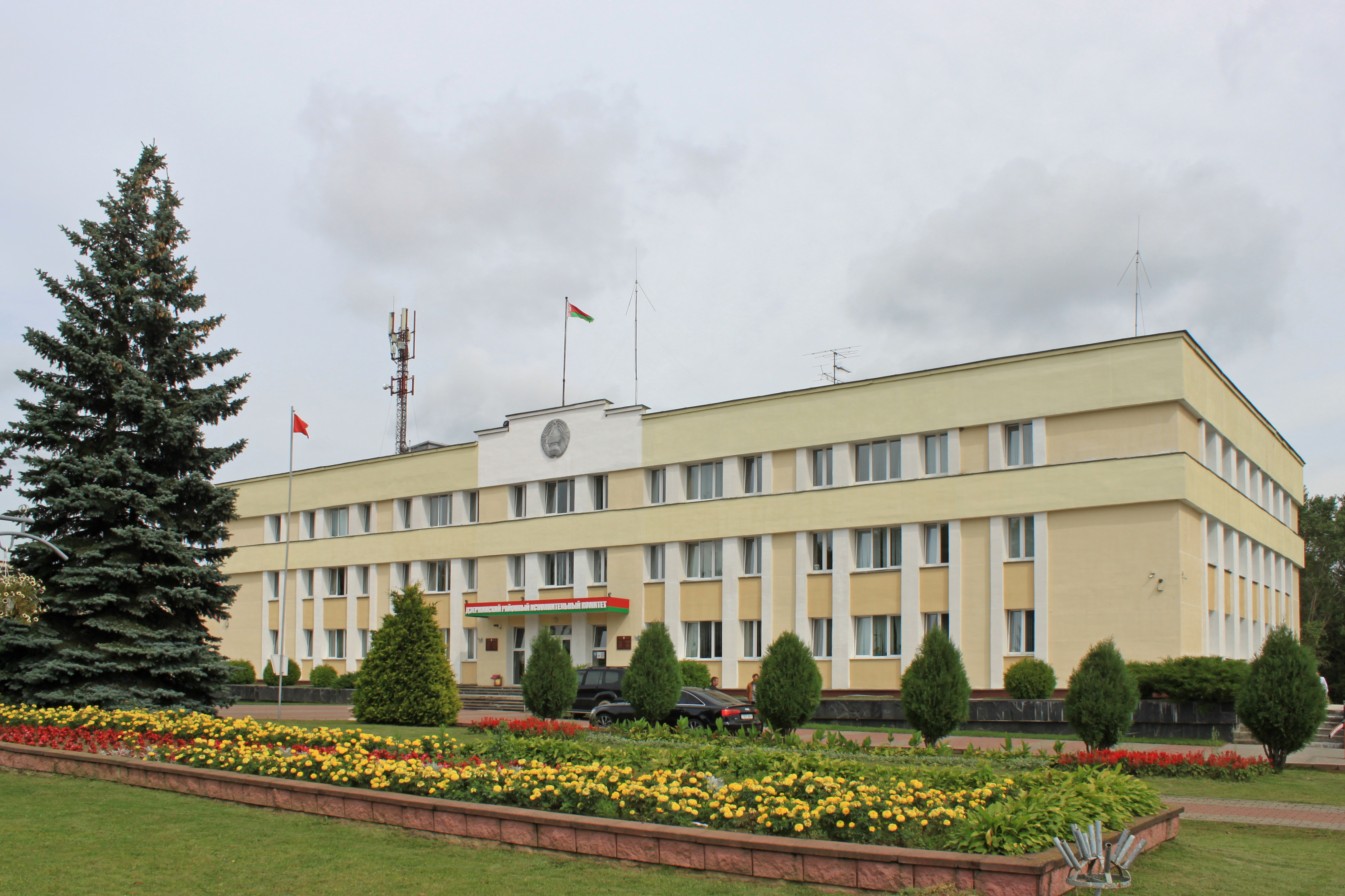
Kreisverwaltung
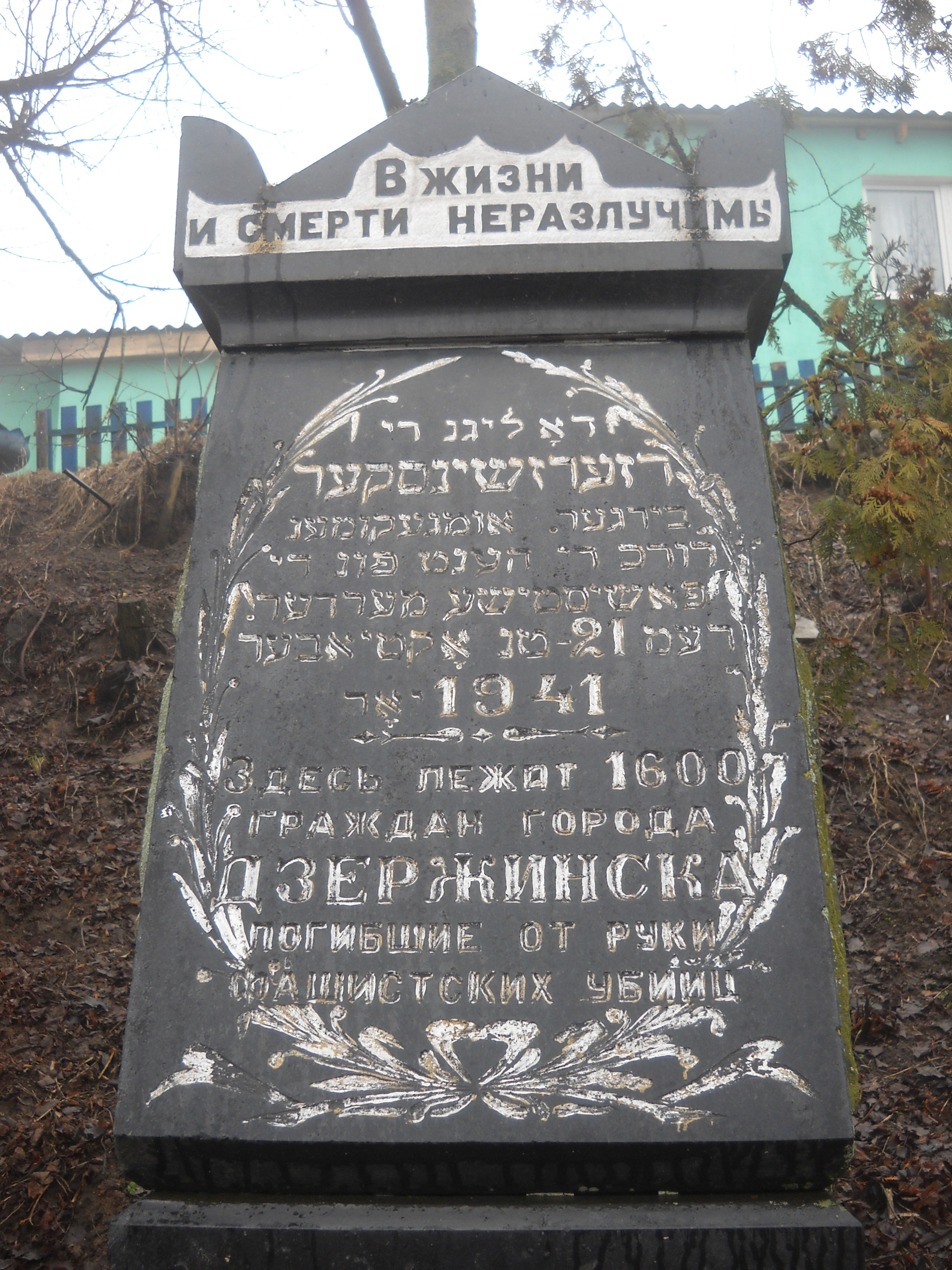
Ghetto-Denkmal

## Söhne und Töchter der Stadt
- Abraham Reisen (1876–1953), jiddischer Schriftsteller, Dichter und Herausgeber, der ältere Bruder von Salman Reisen
- Rachel Rodler (1878–1944), deutsche Pathologin
- Anastassija Winnikawa (* 1991), Sängerin